# Orden de la Fidelité et Constance
Rond 1745 stichtte hertog Adolf Frederik III van Mecklenburg-Strelitz de Orden de la Fidelité et Constance (een mengeling van Duits en Frans voor "Orde van Vriendschap en Trouw") als huisorde van zijn hertogdom.
De aanleiding voor de stichting is niet bekend. Kennelijk was de oudere Mecklenburgs-Schweriner huisorde Orde Virtuti Constanti in onbruik geraakt. Dat de orde een Franse naam draagt is niet vreemd, ook aan dit Duitse hof sprak men destijds onderling vrijwel altijd Frans.
Het kleinood van de orde was een gouden, blauw geëmailleerd kruis. Op het kleinood zien we op de bovenste, vlakke arm het Hertogelijke monogram "AF" en een vorstenhoed.
Daaronder lezen we "FIDEL", "ET", "CON", "STANT" in gouden letters.
De orde lijkt sterk op de Pruisische "Orde Pour le Mérite".
De keerzijde is gelijk aan de voorzijde.
De kleur van het lint van de orde is zwart. Het kleinood werd met een ring aan een lint om de hals gedragen.
Over de orde is weinig bekend, in ieder geval is hij verleend aan:

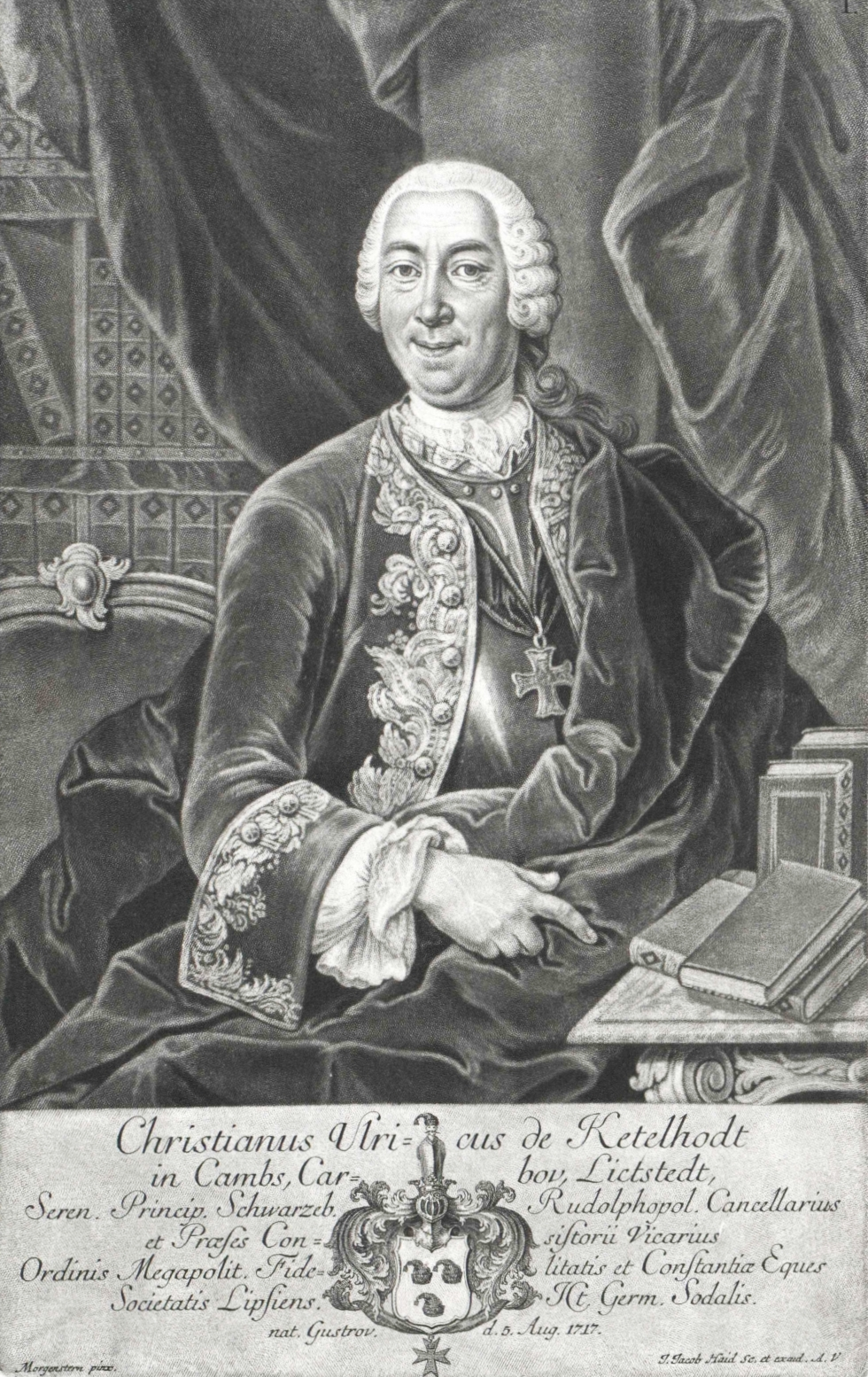
Christian Ulrich von Ketelhodt

- Christian Ulrich v. Ketelhodt, Geheime Raad en Kanselier van de hertog (verleend op 21 oktober 1745). Ook zijn mannelijke nageslacht mocht de orde blijven dragen.

- Daniel v. Altrock, de stalmeester. Het tijdstip is niet bekend. Het hoofd van de familie Altrock mag de orde, als een erfelijke onderscheiding, dragen.